# Yolanda Andrade
Pour les articles homonymes, voir Andrade.
Yolanda Andrade, née en 1950 à Villahermosa (Tabasco), est une photographe féministe mexicaine. Elle vit à Mexico.

## Biographie
En 1968, Yolanda Andrade s'installe à Mexico pour étudier le théâtre. En 1976 et 1977, elle étudie la photographie au Visual Studies Workshop de Rochester, dans l'État de New York. Elle découvre la photographie de Walker Evans, Robert Frank et Garry Winogrand . De retour au Mexique, elle travaille en tant que photographe de plateau dans le cinéma. De 1977 à 2002, elle documente la vie quotidienne à Mexico en prenant des photos dans les rues de la ville. Elle traite des questions de la mort, la religion, les enfants, l'homosexualité. Jusque dans les années 2000, Yolanda Andrade se concentre sur la photographie noir et blanc. Avec le numérique, elle explore la couleur.
Elle documente les manifestations, les marches, les rassemblements politiques, de défense des droits des femmes, de la gay pride. Pour elle, le mouvement féministe est central dans sa démarche personnelle. Il influence son travail de photographe. Elle photographie en tant que femme féministe, la société dans laquelle elle vit.

## Expositions
- Escenas, Museo Universitario del Chopo, Mexico, 1987
- Pinacoteca del Estado Juan Gamboa Guzmán, Mérida, 1995
- La orilla del caos, Centro de la Imagen, Mexico, 2002
- Artificio y neón, Instituto Juárez, Villahermosa, 2013
- Enigma, Cucayo, Casa de Profesionalización Fotográfica, Villahermosa, 2016